# Silicon Integrated Systems
Silicon Integrated Systems (SiS) ist ein taiwanisches Unternehmen, das viele Arten von ICs wie Controller-Chips für Ethernet, WLAN und S-ATA sowie SoCs entwickelt. Lange war SiS vor allem als Hersteller von Chipsätzen für PCs bekannt. Früher wurden außerdem auch Grafikchips entwickelt, diese Sparte wurde aber als XGI Technology Inc. ausgegliedert.

## Geschichte
SiS wurde im Februar 1987 in Taiwan gegründet. 1990 stellte die Firma ihren ersten Chipsatz für den 80386 vor. 1992 erfolgte die Eröffnung einer Niederlassung in den USA, welche Anfang 2008 wieder aufgelöst wurde. Seit August 1997 wird SiS offiziell an der taiwanischen Börse gehandelt. Im Juni 2003 wurde die Grafiksparte als XGI Technology Inc. ausgegliedert.
SiS wurde zwar als fabless Unternehmen gegründet, Ende der 1990er baute man aber eine eigene Fertigung in Taiwan. Nach diversen Auseinandersetzungen mit UMC übernahmen diese Anfang 2003 die Kontrolle über SiS und erzwangen den Verkauf des neuen Werkes an UMC. Seitdem agiert SiS wieder als fabless Unternehmen.
Im August 2011 kündigte SiS an, das Geschäft mit PC-Chipsätzen aufzugeben und sich zukünftig auf Chips für TV-Geräte, Multimedia-Set-Top-Boxen und Touchscreen-Geräte zu konzentrieren.

## Produkte

### Chipsätze

#### Sockel 7

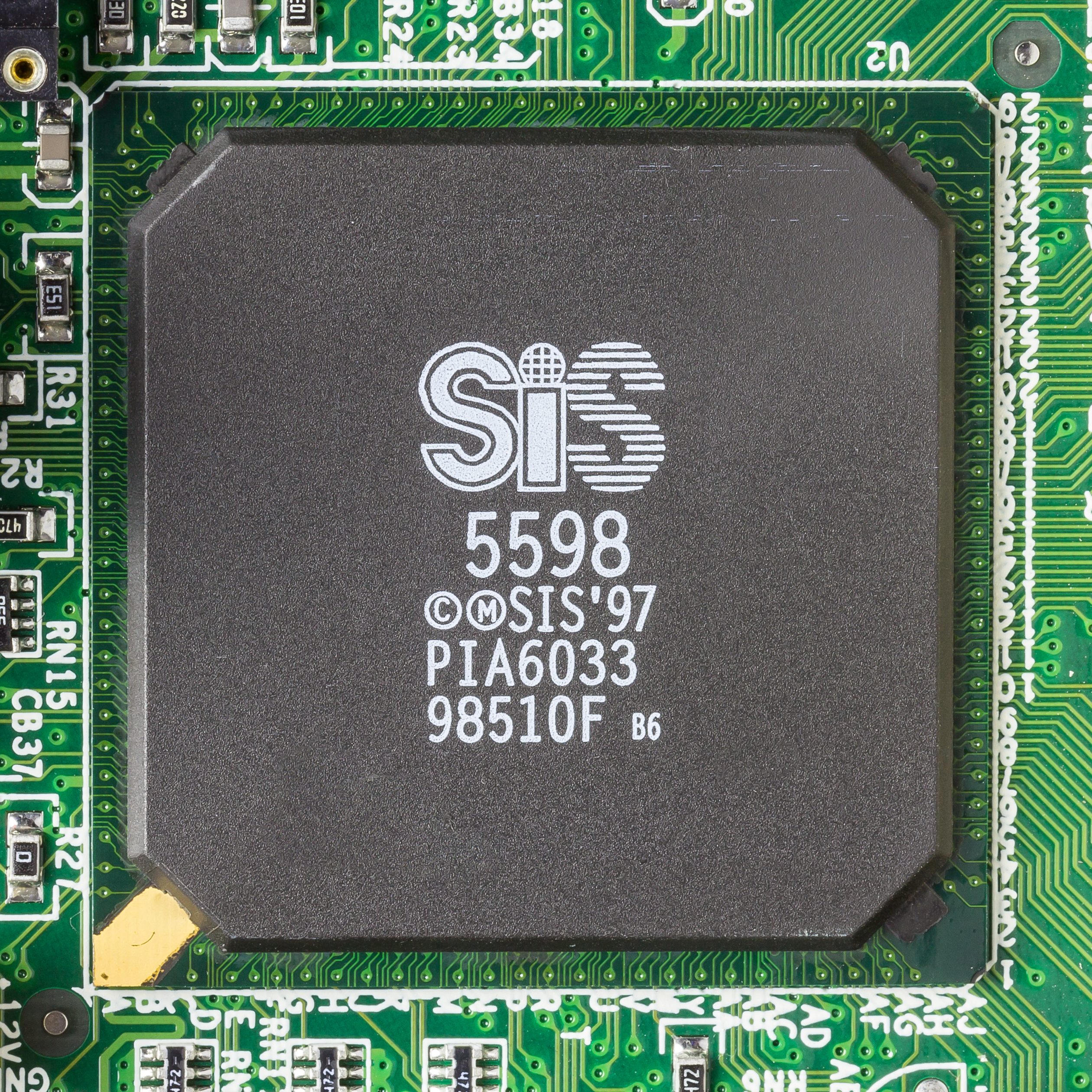
SiS 5598

- SiS 5511/5512/5513
- SiS 5596
- SiS 5571
- SiS 5581/5582
- SiS 5597/5598
- SiS 5591
- SiS 530
- SiS 540

#### AMDAthlon/Duron
- SiS 730
- SiS 733
- SiS 735
- SiS 740
- SiS 741
- SiS 745
- SiS 746
- SiS 746FX
- SiS 748

#### AMD Athlon 64

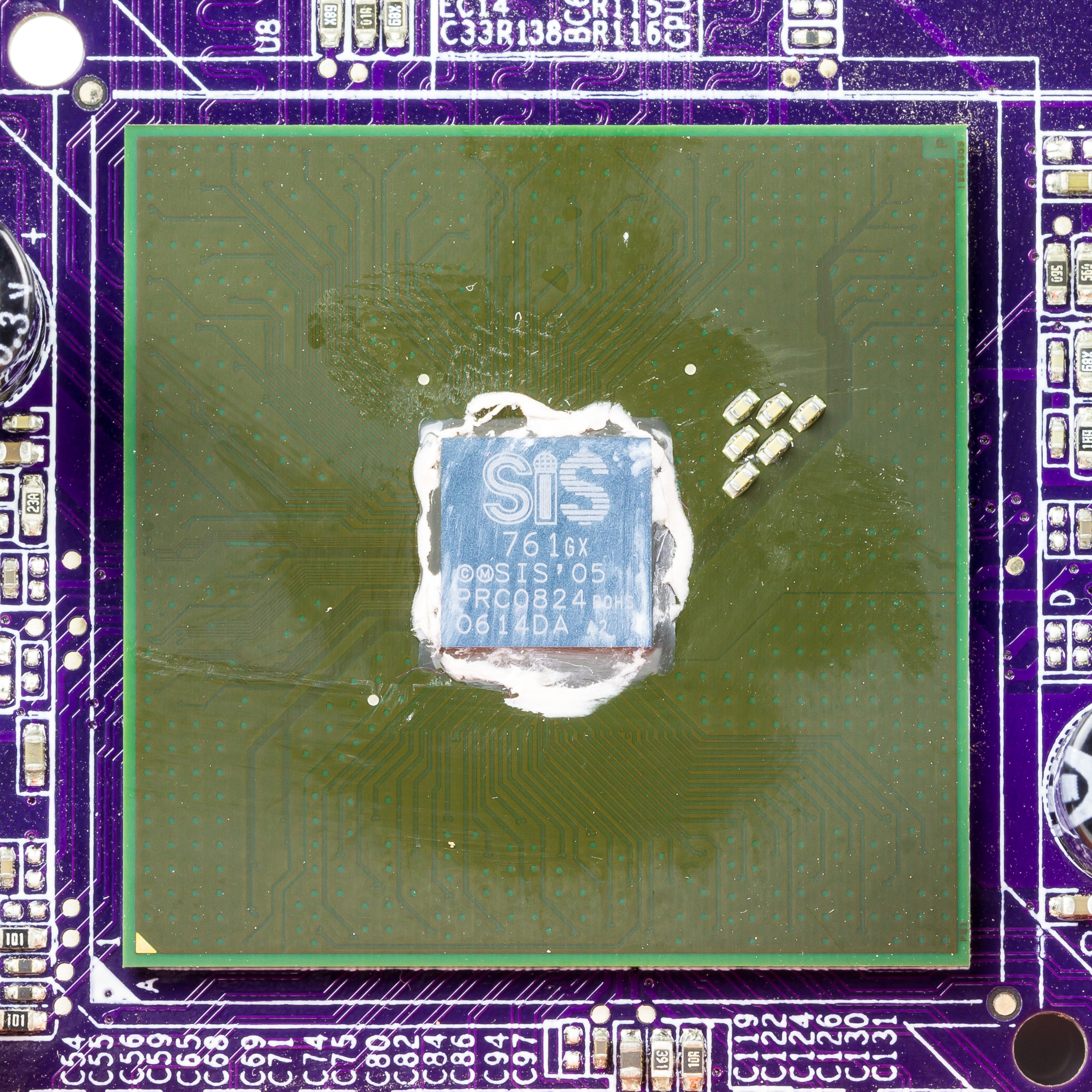
SiS 761GX

- SiS 755
- SiS 755FX
- SiS 756
- SiS 760
- SiS 761
- SiS 762
- SiS 771

#### Intel Pentium II
- SiS 5600 (später SiS 600)
- SiS 620

#### Intel Pentium III
- SiS 630
- SiS 633
- SiS 635

#### Intel Pentium 4

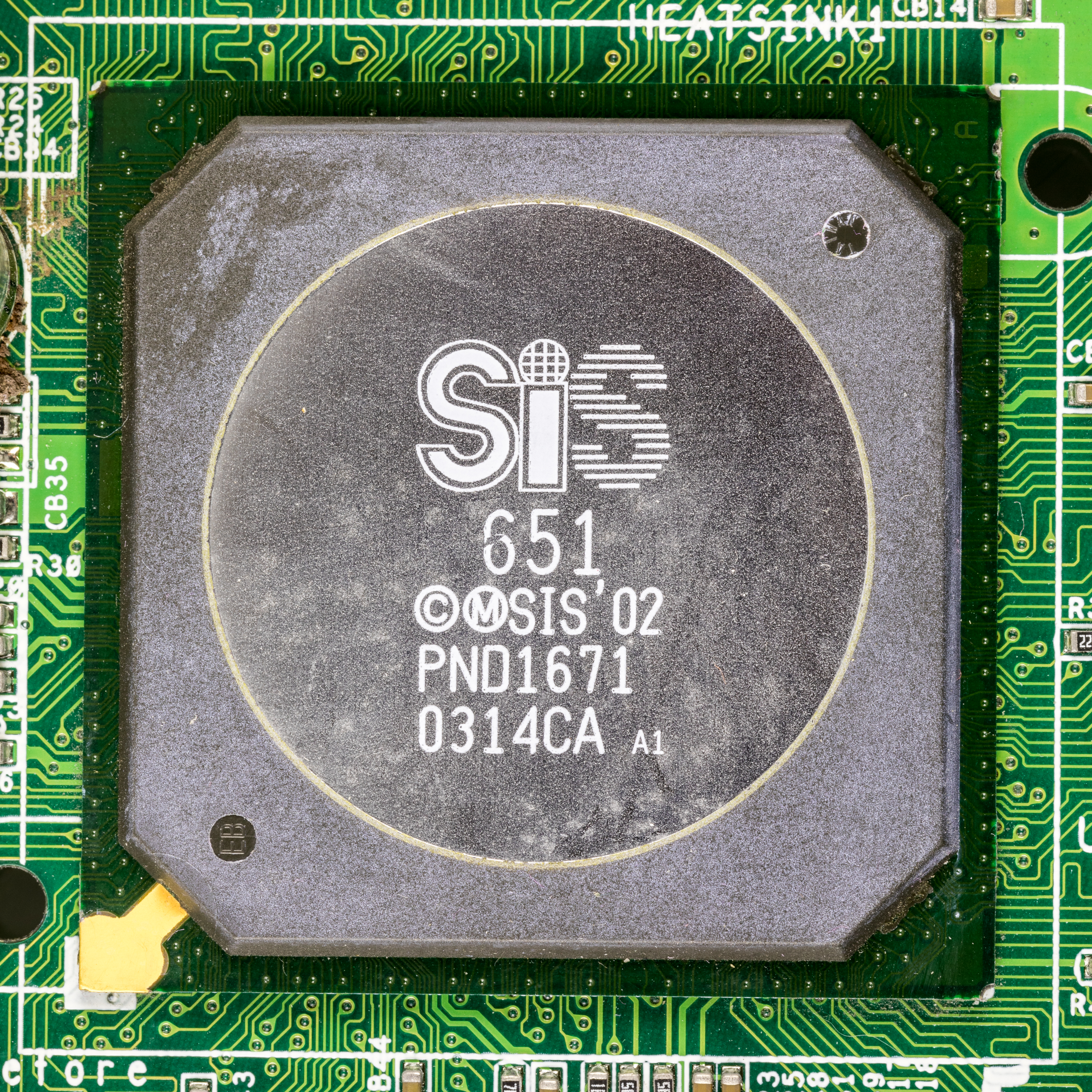
SIS 651

- SIS 651SiS 640
- SiS 645
- SiS 648
- SiS 649
- SiS 650
- SiS 651
- SiS 652
- SiS 655
- SiS 656
- SiS 658
- SiS 659
- SiS 660
- SiS 661
- SiS 663

#### Intel Core 2
- SiS 662
- SiS 671DX
- SiS 671
- SiS 671FX
- SiS 672

### Grafikchips
(Die Grafikchip-Abteilung von SiS ist mittlerweile eine eigene Firma namens XGI Technology Inc.)
- SiS 6326
- SiS 300
- SiS 301
- SiS 305
- SiS 315
- SiS 320
- SiS 330
- SiS 340
- SiS 360

### Netzwerkchips

#### 10/100/1000 MBit/s
- SiS 900
- SiS 190
- SiS 191

#### WLAN
- SiS 160
- SiS 162
- SiS 163
- SiS 165

#### SoC
- SiS 550
- SiS 551
- SiS 552